# Kościół Narodzenia Najświętszej Maryi Panny w Łubiu
Kościół Narodzenia NMP w Łubiu jest położony na Górnym Śląsku w diecezji gliwickiej. Znajduje się w północnej części wsi, określanej jako Łubie Górne.
Pierwszy kościół jest wzmiankowany w 1337. Obecny kościół, pochodzący z XVI w., został uszkodzony w wyniku pożaru i przebudowany przez Mikołaja Otysława w latach 1730-39. Na murze kościoła widnieje pamiątkowa tablica z 1710, poświęcona właścicielowi wsi i budowniczemu świątyni, Mikołajowi Otysławowi z sąsiedniej Kopienicy. W otoczeniu kościoła znajduje się cmentarz.